# Пакстонвілл (Пенсільванія)
Пакстонвілл (англ. Paxtonville) — переписна місцевість (CDP) в США, в окрузі Снайдер штату Пенсільванія. Населення — 314 особи (2020).

## Географія
Пакстонвілл розташований за координатами 40°46′29″ пн. ш. 77°4′34″ зх. д. / 40.77472° пн. ш. 77.07611° зх. д. (40.774653, -77.076161).  За даними Бюро перепису населення США в 2010 році переписна місцевість мала площу 2,27 км², з яких 2,26 км² — суходіл та 0,01 км² — водойми.

## Демографія
Згідно з переписом 2010 року, у переписній місцевості мешкало 265 осіб у 111 домогосподарстві у складі 76 родин. Густота населення становила 117 осіб/км².  Було 115 помешкань (51/км²).
Расовий склад населення:
| - 99,6 % — білих |

До двох чи більше рас належало 0,0 %. Частка іспаномовних становила 0,4 % від усіх жителів.
За віковим діапазоном населення розподілялося таким чином: 20,4 % — особи молодші 18 років, 61,5 % — особи у віці 18—64 років, 18,1 % — особи у віці 65 років та старші. Медіана віку мешканця становила 44,4 року. На 100 осіб жіночої статі у переписній місцевості припадало 87,9 чоловіків;  на 100 жінок у віці від 18 років та старших — 91,8 чоловіків також старших 18 років.
Середній дохід на одне домашнє господарство  становив 57 578 доларів США (медіана — 73 542), а середній дохід на одну сім'ю — 70 518 доларів (медіана — 76 786). За межею бідності перебувало 5,7 % осіб, у тому числі 0,0 % дітей у віці до 18 років та 33,3 % осіб у віці 65 років та старших.
Цивільне працевлаштоване населення становило 109 осіб. Основні галузі зайнятості: виробництво — 39,4 %, роздрібна торгівля — 20,2 %, освіта, охорона здоров'я та соціальна допомога — 14,7 %, транспорт — 12,8 %.